# Municipio de Silver (Minnesota)
El municipio de Silver (en inglés: Silver Township) es un municipio ubicado en el condado de Carlton en el estado estadounidense de Minnesota. En el año 2010 tenía una población de 457 habitantes y una densidad poblacional de 5,02 personas por km².

## Geografía
El municipio de Silver se encuentra ubicado en las coordenadas 46°28′18″N 92°51′59″O / 46.47167, -92.86639. Según la Oficina del Censo de los Estados Unidos, el municipio tiene una superficie total de 90.97 km², de la cual 90,9 km² corresponden a tierra firme y (0,08 %) 0,08 km² es agua.

## Demografía
Según el censo de 2010, había 457 personas residiendo en el municipio de Silver. La densidad de población era de 5,02 hab./km². De los 457 habitantes, el municipio de Silver estaba compuesto por el 98,47 % blancos, el 0,66 % eran afroamericanos, el 0,22 % eran amerindios y el 0,66 % eran de una mezcla de razas. Del total de la población el 0,88 % eran hispanos o latinos de cualquier raza.